# Ángel Fernández (piłkarz)
Ángel Oswaldo Fernández Vernaza (ur. 2 sierpnia 1971 w Machali) – ekwadorski piłkarz grający na pozycji napastnika.

## Kariera klubowa
Piłkarską karierę Fernández rozpoczął w klubie River Plate Ríos. W 1990 roku zadebiutował w pierwszym zespole, a w 1991 przeniósł się do Green Cross Manta. W 1992 roku został piłkarzem Emelec Guayaquil, jednego z czołowych klubów w Ekwadorze. Przez 8 sezonów zdobył dla niego ponad 70 bramek w ekwadorskiej Serie A. W 1993 roku po raz pierwszy został mistrzem kraju, a sukces ten powtórzył rok później. Natomiast w latach 1996 i 1998 dwukrotnie wywalczył wicemistrzostwo Ekwadoru. W 2000 roku przeniósł się do stołecznego Nacionalu Quito, w którym grał do 2004 roku. W tym okresie nie osiągnął większych sukcesów, a jego kolejnym klubem w karierze została Barcelona SC z miasta Guayaquil. W Barcelonie grał rok, a w 2006 wrócił do Nacionalu i został z nim mistrzem ligi. Nie zdobył jednak gola w całym sezonie i pod koniec roku zdecydował się zakończyć piłkarską karierę.

## Kariera reprezentacyjna
W reprezentacji Ekwadoru Fernández zadebiutował 5 czerwca 1991 roku w wygranym 1:0 towarzyskim spotkaniu z Peru. W 2002 roku został powołany przez selekcjonera Hernána Darío Gómeza do kadry na Mistrzostwa Świata 2002. Był tam rezerwowym i nie wystąpił w żadnym spotkaniu. Ostatni mecz w kadrze narodowej rozegrał w 2004 roku. W 1991 roku po raz pierwszy zagrał w Copa América, a następnie był także w kadrze zespołu na Copa América 1993, Copa América 1997 i Copa América 2001. Łącznie wystąpił w 77 meczach reprezentacji Ekwadoru i zdobył 12 goli.